# Segellim
Segellim är det starkaste kända sättet att sammanfoga segel med är limning. Den starkaste limmetoden heter Q-Bond. Q-Bond limmet appliceras på segelduken på samma sätt som segelmakartape. Därefter aktiveras limmet med en Q-Bondmaskin.